# Cat People (Putting Out Fire)
"Cat People (Putting Out Fire)" é uma canção cantada pelo músico britânico  David Bowie, sendo a faixa-título do filme Cat People, de 1982. Gravada em julho de 1981, a canção foi composta por Bowie com o produtor Giorgio Moroder. Uma versão regravada da faixa está presente no álbum Let's Dance.

## História
O diretor Paul Schrader pediu a Bowie uma música tema para o filme em 1981, sendo que Moroder já gravara a maior parte da trilha. Bowie criaria a letra do tema principal. O Lado B do single é um instrumental de Moroder sem contribuições de Bowie.
A canção, em consonância com o tom obscuro do filme, tem ligeiras influências de goth rock, com Bowie cantando num profundo sussurro de barítono enquanto um coro feminino faz o vocal de apoio, uma combinação que The Sisters of Mercy comumente empregaria anos depois.
Devido ao contrato de Moroder, o single foi lançado pela MCA. A versão completa, de seis minutos e quarenta e cinco segundos, está presente no álbum da trilha sonora e no single de doze polegadas. Já versão editada, de pouco mais de quatro minutos, foi lançada no single de sete polegadas. O single chegou ao n°26 no Reino Unido, n°13 no Canadá e n°67 nos Estados Unidos, sendo o maior sucesso de Bowie desde "Golden Years". Na Nova Zelândia, chegou ao n°1 e permaneceu por três semanas, assim como na Suécia, em que ficou por quatro semanas. Também foi n°1 na Noruega por sete semanas consecutivas, depois retornando ao topo por mais uma semana.
O single foi lançado três vezes distintas pela MCA, a primeira em março de 1982, com "Cat People" no lado A, depois, dois meses mais tarde com "Paul's Theme" como a de Lado A, e, finalmente, em novembro de 1982, com "Cat People" de volta ao Lado A. O compostor húngaro Sylvester Levay contribuiu para a orquestração.
Em dezembro de 1982, Bowie regravou a canção para o seu álbum Let's Dance, lançado no ano seguinte. Esta versão também foi lançada como Lado B para o single da faixa-título do álbum, e foi tocada por Bowie na sua turnê Serious Moonlight. Bowie havia originalmente planejado utilizar a versão original da canção, mas a gravadora de Moroder, MCA, se recusou a ceder a licença para a EMI.
Em 2009, a faixa foi usado em outro filme, Inglourious Basterds, de Quentin Tarantino.

## Lista de faixas

### 7 polegadas: MCA / MCA 770 (Reino Unido)
1. "Cat People (Putting Out Fire)" (Bowie, Moroder) – 4:08
2. "Paul's Theme (Jogging Chase)" (Moroder) – 3:51

### 12 polegadas: MCA / MCAT 770 (Reino Unido)
1. "Cat People (Putting Out Fire)" (Bowie, Moroder)  – 6:41
2. "Paul's Theme (Jogging Chase)" (Moroder) – 3:51

### 12 polegadas: MCA / DS 12087 (Austrália)
1. "Cat People (Putting Out Fire)" (Bowie, Moroder)  – 4:08
2. "Cat People (Putting Out Fire)" (Bowie, Moroder)  – 9:20

## Gráficos
| Tabela (1982)                             | Posição de pico |
| ----------------------------------------- | --------------- |
| Austrália - Australian Singles Chart      | 15              |
| Canadá - Canadian Singles Chart           | 13              |
| Irlanda - Irish Singles Chart             | 17              |
| Nova Zelândia - New Zealand Singles Chart | 1               |
| Noruega - VG-lista                        | 1               |
| Suécia - Sverigetopplistan                | 1               |
| Suíça - Schweizer Hitparade               | 8               |
| Reino Unido - UK Singles Chart            | 26              |
| EUA - Billboard Pop Singles               | 67              |
| EUA - Billboard Club Play Singles         | 14              |
| EUA - Billboard Mainstream Rock           | 9               |

## Créditos
- Produtores (versão da trilha sonora de 1982):
  - Giorgio Moroder
- Músicos (versão da trilha sonora de 1982):
  - David Bowie: vocais
  - Giorgio Moroder: teclado, guitarra, baixo
  - Michael Landau, Tim Poderá: guitarra
  - Leland Sklar: baixo
  - Keith Forsey: bateria
- Músicos (versão do álbum Let's Dance):
- David Bowie – vocais
- Carmine Rojas – baixo
- Omar Hakim, Tony Thompson – bateria
- Nile Rodgers – guitarra
- Stevie Ray Vaughan – guitarra
- Rob Sabino – teclado
- Sammy Figueroa – percussão
- Frank Simms, George Simms, David Spinner – vocais de apoio

## Versões cover
- Big Electric Cat - Goth Oddity: A Tribute to David Bowie (1999)
- Cruciform - Goth Oddity 2000: A Tribute to David Bowie (2000)
- Terror Pop - gravação ao vivo
- Tina Turner - gravação ao vivo
- Gosling - trilha sonora de Underworld: Evolution
- Danzig - The Lost Tracks of Danzig (2007)
- Krust - trilha sonora de Long Time Dead
- Nick Douglas - Hero: The Main Man Records Tribute to David Bowie (2007)
- The Perfect Kiss - Hollywood, mon amour (2008) feat. Dea Li
- Sharleen Spiteri - The Movie Songbook (2010)
- Anna Calvi - performance ao vivo como parte de "The Music of Moroder" na Ópera de Sydney. (2014)[7]
- Electric Six - Mimicry and Memories (2015) [8]
- Shooter Jennings e Marilyn Manson - Countach (For Giorgio).[9][10]